# Hombre de Renzidong
El Hombre de Renzidong (chino: 人字洞, pinyin: rénzìdòng, cueva de Renzi) es el nombre por el que se conocen los restos homínidos más antiguos encontrados en China. Fueron hallados en el sector de Fanchang de la ciudad de Wuhu, en la provincia de Anhui, y están datados en hace más de dos millones de años.
Los restos fueron encontrados en 1998 por el equipo del profesor Jin Changzhu en las montañas Lailishan, en el poblado Suncun de Fanchang.